# Sabina Králová
Sabina Králová (* 21. srpna 1970 Hradec Králové) je česká herečka. Má syna Mikoláše Pavelku (* 26. srpna 2000), jehož otcem je Ondřej Pavelka, její bývalý partner.

## Život
Po absolvování střední zdravotnické školy vystudovala herectví na pražské DAMU, kterou úspěšně ukončila v roce 1993. Již v průběhu studií získala první angažmá v Činoherním klubu (1992), následně v Divadle Na zábradlí (1993–1994) a Divadle Labyrint (1994–1996), pohostinsky vystupovala v Činoherním studiu Ústí nad Labem. Od srpna 1996 do července 2015 byla řádnou členkou činohry Národního divadla v Praze.

## Filmové a seriálové role, výběr
- 1993 Arabela se vrací aneb Rumburak králem Říše pohádek
- 1993 Pohádka o věrnosti televizní film, režie: Miloš Bobek
- 1993 Afrodita televizní film, režie: Ľubo Kocka
- 1994 Černobílá pohádka televizní film, režie: Marcel Bystroň
- 1994 Zlaté hejno televizní filmová pohádka, režie: Adam Rezek
- 1994 Kočka na kolejích televizní film, režie: Petr Koliha
- 1996 Periferie televizní film, režie: Ondřej Pavelka
- 1997 Vánoční svátky televizní film, režie: Anna Procházková
- 1997 Hotelová vášeň televizní film, režie: Anna Procházková
- 1998 Tři králové televizní seriál, režie: Karel Kachyňa
- 1998 O třech ospalých princeznách televizní film, režie: Svatava Simonová
- 1998 O Johance s dlouhými vlasy televizní filmová pohádka, režie: Věra Jordánová
- 1998 Jak ulovit rybáře Ivana krátkometrážní studentský film, režie: Tomáš Bařina
- 2001 Pravdivý příběh Antonie Pařízkové, lehké holky s dobrým srdcem televizní film, režie: Jindřich Mann
- 2003 Nekonečná neděle televizní film, režie: Lucie Bělohradská
- 2004 Náměstíčko
- 2005 Ulice
- 2007 Velmi křehké vztahy
- 2009 Expozitura
- 2012 Gympl s (r)učením omezeným
- 2013 Život s Kašparem dokumentární film, režie: Helena Třeštíková
- 2013 Radokova Trojská válka dokumentární film, režie: Viktor Portel, Tomáš Polenský, David Radok
- 2014 Bardi film, režie: Ondřej Slanina
- 2015/2016 Atentát